# Capniidae

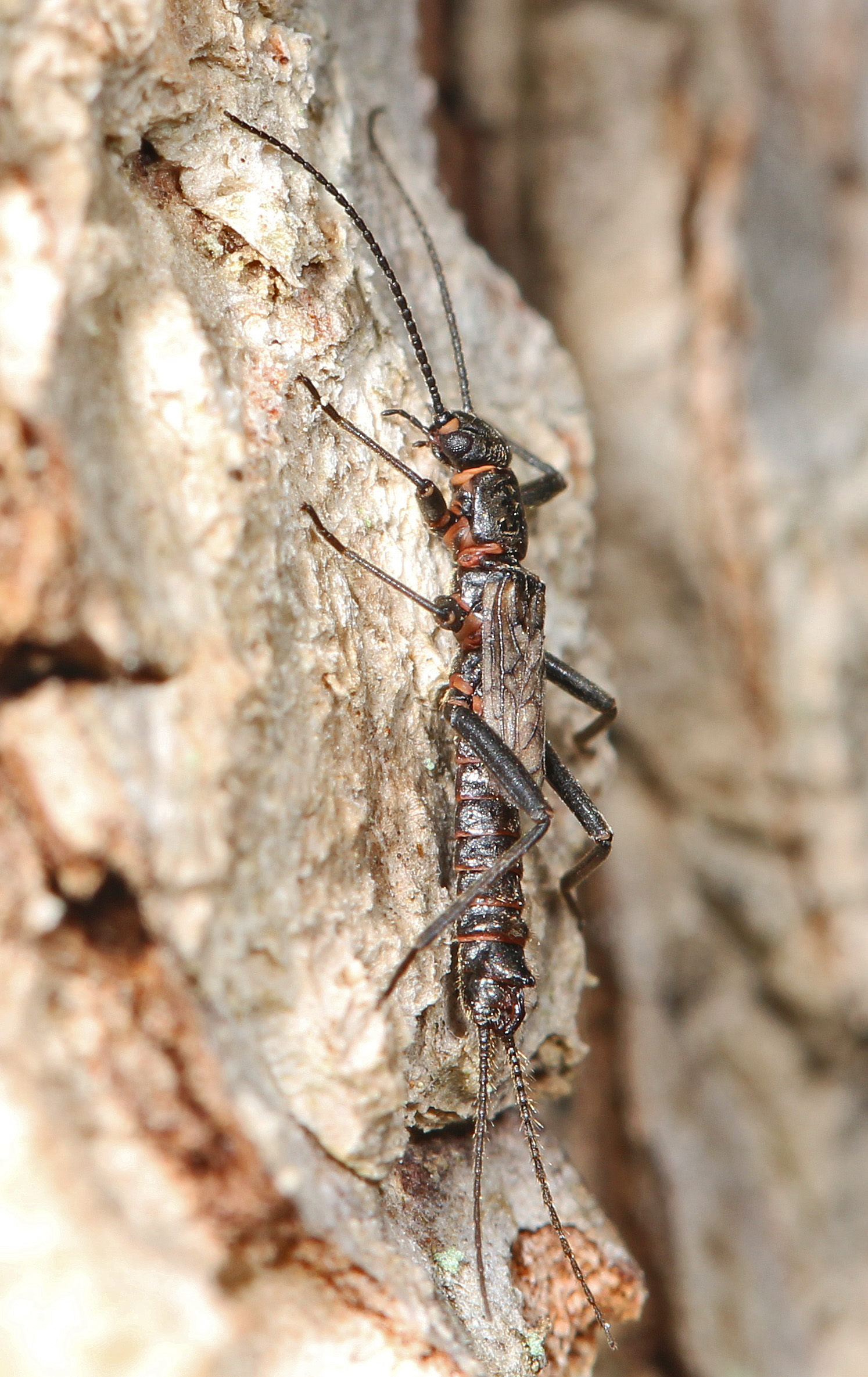
Allocapnia, Great Falls, Virginia

Capniidae, es una familia de insectos en el orden Plecoptera. Es una de las familias más grandes de moscas de las rocas, con unas 300 especies distribuidas a lo largo del holártico. La familia más cercana es Leuctridae.
Muchas familias son endémicas de zonas reducidas, tal vez por la tendencia de la familia de desarrollar una tolerancia al frío (poblaciones aisladas en valles montañosos) y por la falta de alas (lo cual inhibe su dispersión). En efecto, algunas Capniidae sin alas, por ejemplo la mosca de las rocas del Lago Tahoe ("Capnia" lacustra, Capnia no es monofilética y esta especie se cree corresponde a otro taxón) o Baikaloperla spp. – pasan toda su ciclo biológico bajo agua y no se dispersan de sus lagos nativos.

## Descripción y ecología
Los Capniidae adultos, son típicamente Plecoptera pequeños; la mayoría mide menos de 1 cm de largo y algunos miden solo 4 mm en la edad adulta; sin embargo algunos adultos llegan a medir alrededor de 25 mm. Los adultos emergen del agua en invierno y a menudo se los encuentra caminando en la nieve. Son características las alas con a lo sumo una vena cruzada cubital, y los paraproctos (lóbulos anales), cuyos lóbulos internos forman un tubo cerrado en la parte inferior por los lóbulos externos.

## Géneros
Estos 24 géneros pertenecen a la familia Capniidae:
- Allocapnia Claassen, 1928
- Apteroperla Matsumura, 1931
- Arsapnia Banks, 1897
- Baikaloperla Zapekina-Dulkeit & Zhiltzova, 1973
- Bolshecapnia Ricker, 1965
- Capnia Pictet, 1841
- Capniella Klapálek, 1920
- Capnioneura Ris, 1905
- Capnopsis Morton, 1896
- Capnura Banks, 1900
- Eocapnia Kawai, 1955
- Eucapnopsis Okamoto, 1922
- Eurekapnia Stark & Broome, 2019
- Isocapnia Banks, 1938
- Mesocapnia Raušer, 1968
- Nemocapnia Banks, 1938
- Paracapnia Hanson, 1946
- Sasquacapnia Baumann & Broome, 2019
- Sierracapnia Bottorff & Baumann, 2015
- Sinocapnia Murányi, Li & Yang, 2015
- Takagripopteryx Okamoto, 1922
- Utacapnia Gaufin, 1970
- Zwicknia Murányi, 2014
- † Dobbertiniopteryx Ansorge, 1993